# Formula Renault 3.5 Series
Formula Renault 3.5 Series (tidigare Nissan), ofta felaktigt benämnd som World Series by Renault, är en europeisk formelbilsserie. Serien ingår i World Series by Renault. Många Formel 1-förare har kommit via Formula Renault 3.5 Series, bland annat Robert Kubica, Daniel Ricciardo och Sebastian Vettel.

## Säsonger
| År   | Mästare             | Tvåa              | Trea                   |
| ---- | ------------------- | ----------------- | ---------------------- |
| 2014 | Carlos Sainz, Jr.   | Pierre Gasly      | Roberto Merhi          |
| 2013 | Kevin Magnussen     | Stoffel Vandoorne | António Félix da Costa |
| 2012 | Robin Frijns        | Jules Bianchi     | Sam Bird               |
| 2011 | Robert Wickens      | Jean-Éric Vergne  | Alexander Rossi        |
| 2010 | Mikhail Aleshin     | Daniel Ricciardo  | Esteban Guerrieri      |
| 2009 | Bertrand Baguette   | Fairuz Fauzy      | Charles Pic            |
| 2008 | Giedo van der Garde | Julien Jousse     | Fabio Carbone          |
| 2007 | Álvaro Parente      | Ben Hanley        | Miloš Pavlović         |
| 2006 | Alx Danielsson      | Borja García      | Pastor Maldonado       |
| 2005 | Robert Kubica       | Adrián Vallés     | Markus Winkelhock      |
| 2004 | Heikki Kovalainen   | Tiago Monteiro    | Enrique Bernoldi       |
| 2003 | Franck Montagny     | Heikki Kovalainen | Bas Leinders           |
| 2002 | Ricardo Zonta       | Franck Montagny   | Bas Leinders           |
| 2001 | Franck Montagny     | Tomas Scheckter   | Andrea Belicchi        |
| 2000 | Antonio García      | Giuseppe Burlotti | Rui Águas              |
| 1999 | Fernando Alonso     | Manuel Gião       | Laurent Delahaye       |
| 1998 | Marc Gené           | Angel Burgueño    | Manuel Gião            |